# Capitainerie générale du Yucatán

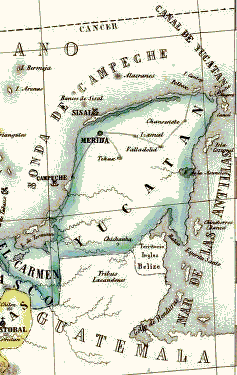

La capitainerie générale du Yucatán, ou province et capitainerie du Yucatán, fut créée en 1617, elle comprenait principalement les territoires actuels des États mexicains de Campeche, Quintana Roo, Tabasco et Yucatán ainsi que le nord du Petén (Guatemala) et du Belize et était rattachée à la Nouvelle-Espagne et à la « Real Audiencia du Mexique ».
Théoriquement dépendants des vice-rois de la Nouvelle Espagne, les gouverneurs du Yucatán, qui détenaient aussi le titre de capitaine général de la région, jouissaient cependant d'une certaine autonomie vu la distance entre le Yucatán et Mexico.
En 1786 l'Espagne met en place le système d'intendance et la capitainerie générale du Yucatán devint « Intendance de Mérida ».